# یک فیلم نسبتاً عجیب و غریب: بزرگ شو، تیمی ترنر!
یک فیلم نسبتاً عجیب و غریب: بزرگ شو، تیمی ترنر! (به انگلیسی: A Fairly Odd Movie: Grow Up, Timmy Turner!) یک فیلم تلویزیونی محصول سال ۲۰۱۱ آمریکا ، براساس سری انیمیشن «والدین نسبتاً عجیب و غریب» می باشد.

## بازیگران
- دریک بل در نقش تیمی ترنر
- دانیلا مونه در نقش توتی[۲]
- جیسن الکساندر در نقش کازمو (عملیات زنده)
- درن نوریس در نقش آقای ترنر
- چریل هاینس در نقش واندا (عملیات زنده)
- استیو وبر در نقش هوگ جی. مگنت جونیور
- تریل راثری در نقش خانم ترنر
- دیوید لویس در نقش دنزل کروکر
- دون ویگل در نقش ویکی
- مارک گیبسون در نقش جوردن ون استرانگل
- جس رید در نقش ای.جی
- هریسون هاود در نقش ناظر تالار
- بوچ هارتمن در نقش نویسنده[۳][۴]
- راوگی یو در نقش نویسنده ژاپنی

### صداپیشه ها
- تارا استرانگ و رندی جکسون در نقش پووف
- درن نوریس در نقش کازمو
- سوزان بلیکسلی در نقش واندا